# Kößnach (Fluss)
Die Kößnach ist ein Bach im Landkreis Straubing-Bogen, Niederbayern. Sie ist einer der nördlichen Donauzuflüsse im Bereich des Bayerischen Waldes.

## Name
Der Bach wurde im Jahr 1580 (Kessnaha) erstmals schriftlich genannt. Der Name setzt sich zusammen aus der Endung -aha für 'Fließgewässer' und dem althochdeutschen Personennamen *Chazo/*Chazzo.

## Verlauf

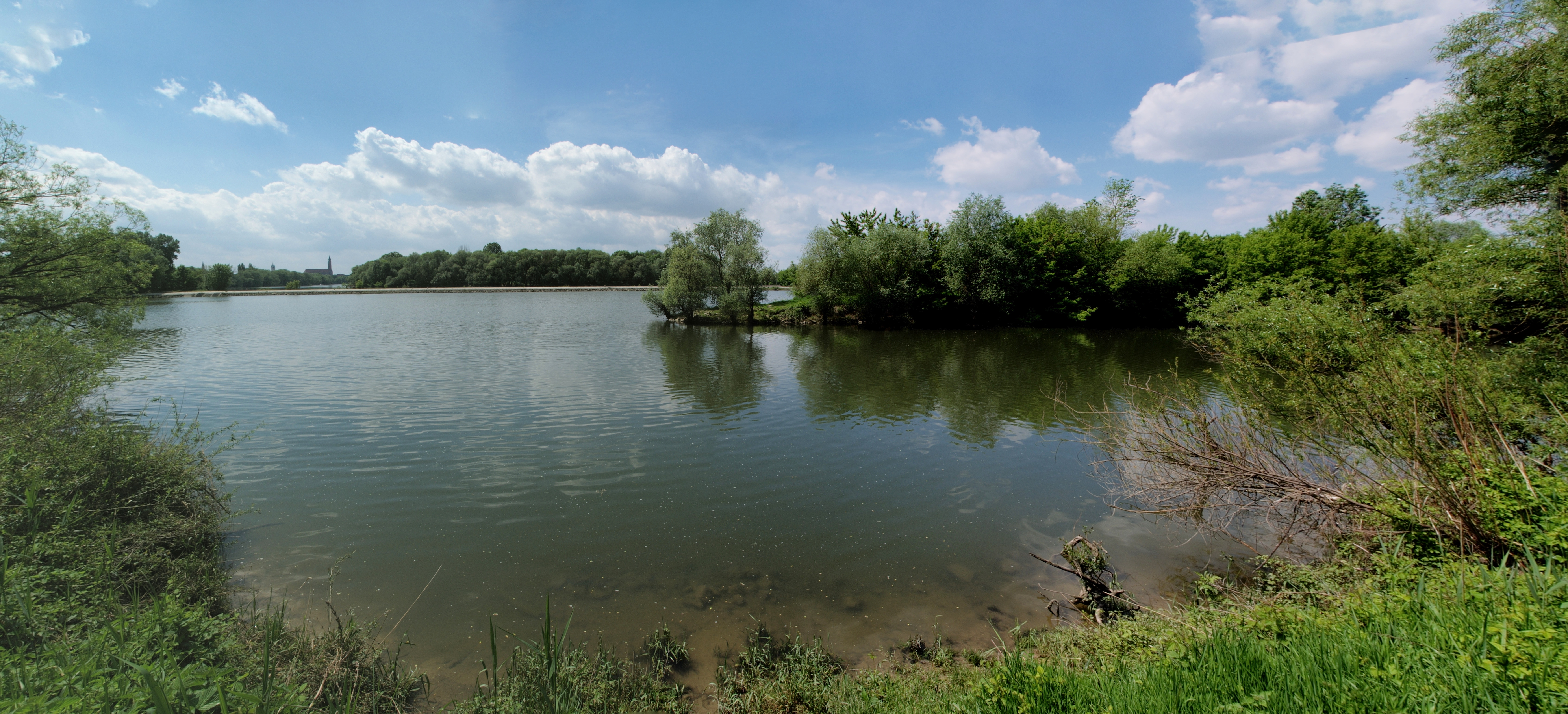
Mündung des Kößnach-Ableiters in die Alte Donau

Sie entspringt bei Kragenroth in der Gemeinde Wiesenfelden und erreicht nach etwa 1,5 km beim Ortsteil Roth das Gebiet der Gemeinde Falkenfels. Ab dem Ortsteil Stegmühl markiert die Kößnach die Grenze der Gemeinden Wiesenfelden und Falkenfels. Etwa 6,25 km nach der Quelle nimmt sie den Falkenfelser Bach auf. Bei km 7,3 km erreicht sie die Gemeinde Kirchroth. Im Ortsteil Kößnach der Gemeinde Kirchroth war ursprünglich die Mündung in die Donau. Im Zusammenhang mit der Errichtung der Staustufe Straubing wurde die Mündung in das Stadtgebiet von Straubing westlich von Hornstorf verlegt. Durch den eingedeichten Kößnach-Ableiter mit einer Länge von 2,5 km wird das Wasser der Kößnach parallel zur sogenannten Öberauer Donauschleife, einem Altwasser der Donau, in einem künstlich geschaffenen Bachbett geführt, um dann  bei Flusskilometer 2320,7 in die Alte Donau zu münden.